# تشارلز ويلسون
شارلس تومسون ريس ويلسون (بالإنجليزية Charles Thomson Rees Wilson)) (مواليد 14 فبراير 1869 - 15 نوفمبر 1959) كان عالم فيزياء وعلم الطقس اسكتلندي حصل على جائزة نوبل في الفيزياء عام 1927 عن اختراعه للغرفة الغيمية
(بالإنجليزية: cloud chamber)‏.

## حياته
ولد تشارلز ويلسون في ميدلوثيان-سكوتلندا لأب مزارع، اسمه جون ويلسون، وكان اسم أمه هو «آني كليرك هاربر». بعد موت والده عام 1873 انتقلت عائلته للعيش في مانشستر. درسَ علم الأحياء في كلية أوين (والتي تعرف الآن باسم جامعة مانشستر) وكان يطمح لدراسة الفيزياء. بعدها انتقل إلى كلية سيدني ساسكس في كامبريدج حيث حصر اهتمامه هناك في الفيزياء والكيمياء.
بعد ذلك انحصر اهتمام تشارلز ويلسون بعلم الطقس، وفي عام 1893 بدأ بدراسة الغيوم وخصائصها. عمل خلال عام 1894 في مرصد على قمة جبل «بين نافيس»، أعلى قمم سكوتلندا، حيث تمكن من مراقبة تشكل الغيوم.
بدأ بعد ذلك بالإعداد لتشكيل الغيوم في المختبر، فقام في جامعة كامبريدج بعمل تمدد للهواء الرطب داخل إناء محكم الإغلاق. بعد ذلك عمل عددا من التجارب وتمكن من عرض تشكل الغيوم في غرفة خاصة ( وهي ليست غرفة كغرف المنزل بالطبع، ولكنها حاوية كبيرة)، وذلك بتعريض الهواء ( أو الغاز) الرطب في الحجرة لدفعة من الأيونات والإشعاعات. بسبب هذا الاختراع، الذي أطلق عليه الغرفة الغيمية، فقد مُنح تشارلز ويلسون جائزة نوبل للفيزياء عام 1927.
تزوج تشارلز ويلسون من ابنة قس في غلاسكو، اسمها جيسي فراستر، وكان ذلك عام 1908، وأنجب منها أربعة من الأولاد.

## وفاته

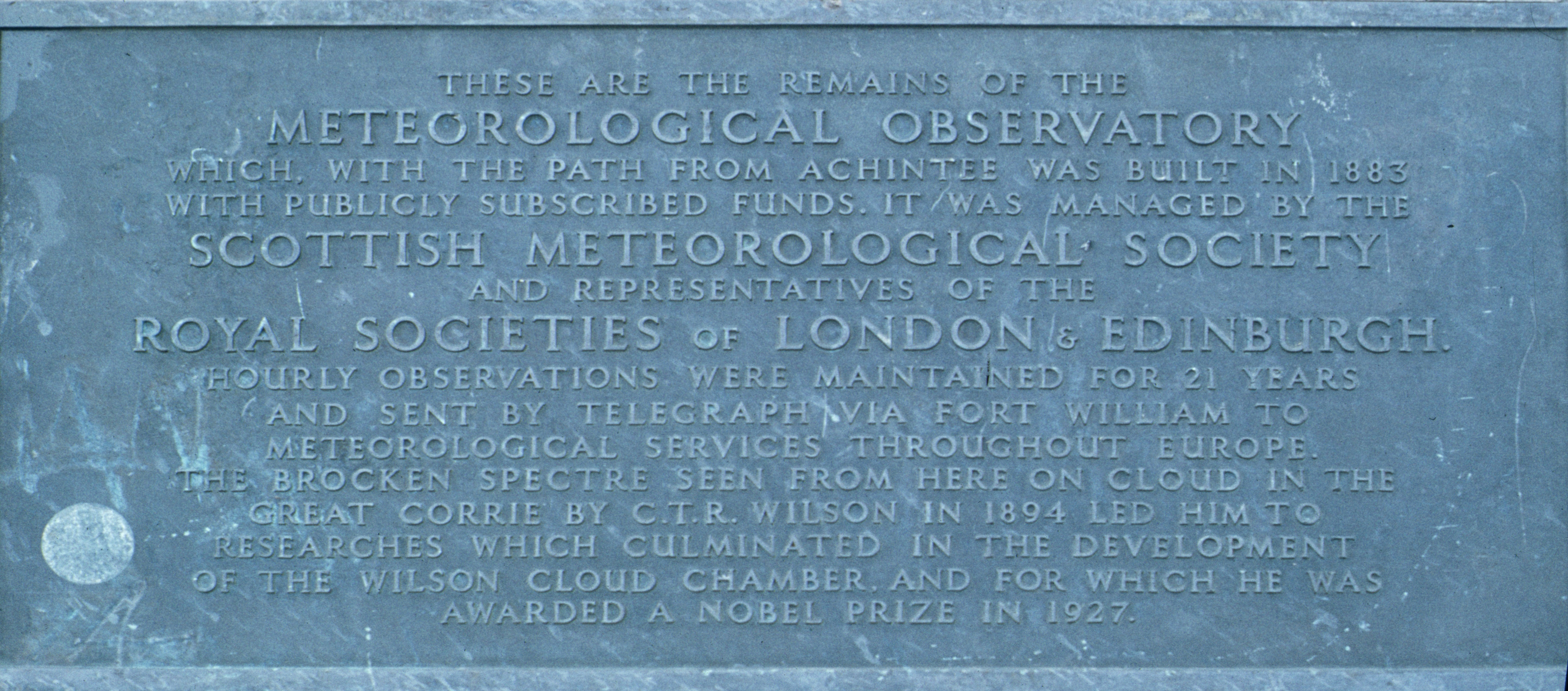
لوحة تذكارية في بن نيفيس عن المرصد هناك، و CTR. غرفة سحابة ويلسون

توفّيَ تشارلز ويلسون في مدينة إدنبرة الاستكتيندية عام 1959.

## روابط خارجية
- تشارلز ويلسون على موقع الموسوعة البريطانية (الإنجليزية)
- تشارلز ويلسون على موقع مونزينجر (الألمانية)
- تشارلز ويلسون على موقع إن إن دي بي (الإنجليزية)